# Британско-таиландские отношения
Британско-таиландские отношения — двусторонние дипломатические отношения между Великобританией и Таиландом.

## История
В 1661 году в Сиаме открылось отделение Британской Ост-Индской компании. В 1826 году договор между Великобританией и Сиамом запретил ввоз в Сиам опиума и не предоставил британским подданным в Сиаме ни права экстерриториальности, ни права покупки земли. 18 апреля 1855 года в Бангкоке между главой британской миссии и королём Монгкутом было подписано соглашение. Соглашение предусматривало:
- Британские подданные получили в Сиаме право экстерриториальности;
- Налог на ввозимые британскими купцами товары не мог превышать 3 % от стоимости;
- Разрешался беспошлинный ввоз опиума;
- Британские подданные могли арендовать и покупать землю в окрестностях Бангкока.

В столице Сиама было учреждено консульство Великобритании 15 января 1896 года между Великобританией и Францией в Лондоне была подписана декларация по Сиаму. По этой декларации Сиам был разделён на зоны влияния. Западные районы Сиама стали британской зоной влияния. Правительство Сиама об этой декларации не было поставлено в известность.

## Экономические отношения
В 1872 году между Бангкоком и Рангуном была проведена телеграфная линия. Под британский контроль перешли два главных банка Сиама.